# Coelorinchus sereti
Coelorinchus sereti es una especie de pez de la familia Macrouridae en el orden de los Gadiformes.

## Morfología
• Los machos pueden llegar alcanzar los 45 cm de longitud total.

## Hábitat
Es un pez de aguas profundas que vive entre 412-825 m de profundidad.

## Distribución geográfica
Se encuentran en Nueva Caledonia.